# Feldatal
Feldatal è un comune tedesco di 2 410 abitanti situato nel land dell'Assia.